# هجوم كنيس القدس 2014
في صباح يوم 18 نوفمبر 2014، دخل فلسطينيان من القدس كنيس كهيلت بني توراه، في حي هار نوف في القدس، وهاجما الموجودين بالأسلحة البيضاء ومسدس. قتل أربعة مصلين مزدوجي الجنسية، وأصابوا ضابط شرطة إسرائيلي درزي مستجيب بجروح خطيرة، توفي فيما بعد متأثرا بجراحه. كما أصابوا سبعة من المصلين الذكور، لم يستيقظ أحدهم من غيبوبة وتوفي بعد 11 شهرا. ثم قتلت الشرطة المهاجمين بالرصاص.
وزعمت تقارير أولية عديدة أن الجبهة الشعبية لتحرير فلسطين أعلنت مسؤوليتها عن الهجوم؛ وتقول مصادر أخرى ان تصريحات مقاتلي الجبهة الشعبية كانت إما مشوشة أو ان الجماعة نفسها تنصلت من مسؤوليتها. وذكرت السلطات الإسرائيلية أنه «يبدو أن الرجلين تصرفا لوحدهما».
وكان هذا أكبر هجوم في القدس منذ هجوم ميركاز هراف في مارس 2008. الهجوم كان واحدا من عدد من الهجمات على الإسرائيليين في صيف وخريف 2014 التي يطلق عليها من قبل بعض مصادر الأخبار الانتفاضة الصامتة.
أدان مجلس الأمن الدولي الهجوم.

## المنفذون
وقد جاء منفذا الهجوم وهما ابنا العم عدي أبو جمل (22 عاما) وغسان محمد أبو جمل (32 عاما) من حي جبل المكبر في القدس الشرقية وعملا في محل بقالة قرب الكنيس. وكان المهاجمان من أقارب جمال أبو جمل التابع للجبهة الشعبية لتحرير فلسطين، الذي حكم عليه بالسجن لمدة 22 عاما بتهمة محاولة القتل، أفرجت عنه إسرائيل كجزء من محادثات السلام الإسرائيلية الفلسطينية 2013-2014.
وقد صدر أمر بهدم منزلها في القدس الشرقية لأرملة غسان أبو جمال، نادية؛ وقد ألغيت حقوق إقامتها، وطردت إلى منزل أسرتها في الضفة الغربية. يسمح لأطفالها الـ3 وليد (6 سنوات) وسلمى (4 سنوات) ومحمد (3 سنوات) - آخر طفل يعاني من مرض في القلب - بالبقاء في القدس الشرقية لأنها مكان ولادتهم، ولكن تم إلغاء حقوقهم في جميع الاستحقاقات الاجتماعية، بما في ذلك التغطية الطبية. واحتجت على هذه التدابير التي تصفها بأنها مثال على العقاب الجماعي. قالت: «لو كنا نعلم أن زوجي كان يخطط لهجوم، لكنا أوقفناه بالطبع» بينما قال أصهارها إنهم لا يستطيعون التصالح مع ما دفع غسان وعدي لمهاجمة مكان العبادة.
وأفيد في البداية أن الجبهة الشعبية لتحرير فلسطين أعلنت مسؤوليتها عن الهجوم. وقال هاني ثوابتة، وهو قائد في الجبهة الشعبية في قطاع غزة: «نعلن كامل مسؤولية الجبهة عن تنفيذ هذه العملية البطولية التي قام بها ابطالنا». وعلى موقع الجبهة على الإنترنت، قال خليل المقدسي من اللجنة المركزية للجبهة إن «الاحتلال» هو المسؤول، وأن «الجبهة ستواصل استهداف كل مؤسسة من مؤسسات الاحتلال». وقالت السلطات الإسرائيلية «يبدو ان الرجال تصرفوا بمفردهم». كان رئيس الشرطة قد قال في البداية أنه على الرغم من أن تحقيقه لم يكتمل، إلا أنه يعتقد أنها كانت هجوم ذئاب منفردة.
وافادت الانباء ان الرجلين كانا تابعين للجبهة، وان الجبهة حددتهما بانهما عضوان فيه، ولكن اسرتيهما قالتا انهما لا تعلمان ما إذا كان هذا هو الحال ام لا. وبحسب بعض أفراد العائلة فإن المهاجمين لا ينتمون إلى أي جماعة مسلحة.

## ردود الفعل
- البحرين – أدان الشيخ خالد بن أحمد آل خليفة وزير خارجية البحرين الهجوم وقال إن «التبريكات التي سمعت بعد الهجوم تزيد فقط من معاناة الفلسطينيين».[4]
- البرازيل – أدانت الحكومة البرازيلية بشدة «الهجوم الإرهابي الذي وقع في معبد يهودي وأعربت عن تضامنها مع الأسر الحزينة».[5]
- كندا – دان رئيس الوزراء ستيفن هاربر «العمل الإرهابي الهمجي». وقال هاربر ان «افكار كندا وصلواتها مع شعب إسرائيل».[6]
- كوستاريكا – أدانت كوستاريكا «هذا العمل الإرهابي الذي يحط بشدة من كرامة الإنسان والسلام في أي مجتمع».[7]
- فرنسا – أصدر الرئيس فرانسوا هولاند بيانا أدان فيه «الهجوم الشنيع... في كنيس يهودي في القدس وأولئك الذين تجرأوا على الترحيب بهذا العمل». واعرب هولاند عن «قلقه العميق من سلسلة أعمال العنف في القدس والضفة الغربية».[8]
- ألمانيا – وصف فرانك-فالتر شتاينماير، وزير الخارجية الألماني، «الهجمات المميتة التي استهدفت المؤمنين الأبرياء في مكان للعبادة» بأنها «تعدي رهيب في وضع متوتر للغاية بالفعل».[9]
- غواتيمالا – واعربت الحكومة الغواتيمالية عن «رفضها وادانتها الشديدة للهجوم الذي وقع في القدس».[10]
- إسرائيل – ألقى بنيامين نتنياهو، رئيس وزراء إسرائيل، باللوم في الهجوم على «تحريض عباس»، وذكر أن إسرائيل سترد بحزم.[11]
- الأردن – وتلا البرلمان الأردني صلاة لاحياء ذكرى المنفذين.[12] وفي الوقت نفسه، أدان المتحدث باسم الحكومة الأردنية الهجوم، قائلا: «يدين الأردن أي هجوم على أي مواطن ويدين جميع أعمال العنف والإرهاب التي تضر بالمدنيين، أيا كان مصدرها».[12] وفى الوقت نفسه بعث رئيس الوزراء الاردنى عبد الله النسور برسالة تعزية إلى عائلتي المسلحين الفلسطينيين.[13]
- هولندا – رد وزير الخارجية الهولندي، بيرت كوندرز، بتصريحات قال فيها «مروع. هذا اعتداء على منبر للدين اليهودي في كنيس» و«أعتبر هذا صادما حقا».[14]
- بيرو – أعربت الحكومة البيروفية عن «صدمتها الشديدة وادانتها الشديدة» للهجوم الارهابى الذي كان الدافع وراءه «التعصب الديني» و «مخالفا للتعايش المتحضر بين الدول».[15]
- روسيا – أدان الرئيس الروسي فلاديمير بوتين الهجوم.
- إسبانيا – أدانت الحكومة الإسبانية «الهجوم الوحشي» وذكرت أن «عبارات الثناء والتهنئة التي نشرتها بعض المنظمات والأفراد في أعقاب هذا العمل المؤسف مقيتة بنفس القدر لأي شعور بالإنسانية».[16]
- تركيا – أدان وزير الخارجية التركي مولود جاويش أوغلو الهجوم.[17]
- المملكة المتحدة – وأدان رئيس الوزراء ديفيد كاميرون الهجوم الفلسطيني، وكتب "أنا مذعور من الهجوم المروع الذي وقع اليوم على المصلين في كنيس في القدس. أفكاري مع عائلات الضحايا"."[18] كما ادان رئيس حزب المحافظين جرانت شابس الهجوم قائلا ان صلواته كانت مع اسر الضحايا. وانتقد الوزيرة السابقة في الحكومة البارونة سعيدة وارثي التي قارنت الهجوم على ما يبدو باحتجاجات "المتطرفين الإسرائيليين" في المسجد الأقصى. وذكرت وارثي أن الإسرائيليين والفلسطينيين على حد سواء قتلوا على أيدي المتطرفين وأنها تريد "العدالة للجميع".[19]
- الولايات المتحدة – باراك أوباما، رئيس الولايات المتحدة، صرح بأنه يدين بشدة الهجمات التي أودت بحياة ثلاثة مواطنين من الولايات المتحدة.[20] ووصف جون كيري، وزير خارجية الولايات المتحدة، الهجوم بأنه «عمل إرهابي محض ووحشية وعنف لا معنى لها».[21]
- الفاتيكان – أدان البابا فرنسيس «أحداث العنف غير المقبولة» في القدس، التي «لا توفر حتى أماكن العبادة». وقدم الصلوات من أجل ضحايا الهجوم.[22]